# دو بنگال
دو بنگال (انگلیسی: Dev Benegal؛ ۲۸ دسامبر ۱۹۶۰) کارگردان فیلم، فیلم‌نامه‌نویس و مستندساز اهل هند است. وی از سال ۱۹۸۰ میلادی تاکنون مشغول فعالیت بوده‌است.
وی کارگردان فیلم‌هایی همچون جاده، فیلم بوده که در جشنواره بین‌المللی فیلم برلین ۲۰۱۰ به نمایش درآمده است.